# Synema decens
Synema decens es una especie de araña del género Synema, familia Thomisidae.

## Distribución
Esta especie se encuentra en Sudáfrica.

## Taxonomía
Fue descrita por Karsch en 1878.
Tratamiento taxonómico
La especie aparece registrada y publicada en Exotisch-araneologisches. Zeitschrift für die Gesammten Naturwissenschaften 51: 322–333, 771–826.